# Persone di nome Franz
| Questa pagina contiene informazioni ricavate automaticamente dalle voci biografiche con l'ausilio del template Bio e di un bot. L'aggiornamento è periodico e automatico e ricostruisce completamente la pagina. Se manca una persona in questa lista, sei pregato di non aggiungerla, ma accertati piuttosto che la sua voce biografica contenga il template Bio e che i dati anagrafici siano correttamente compilati. Se il template Bio manca, inseriscilo tu stesso o, in alternativa, metti l'avviso {{tmp\|Bio}} che ne segnala la mancanza. Se i dati riportati sono sbagliati, correggi direttamente la voce biografica; le modifiche saranno visibili in questa lista entro pochi giorni. Per chiarimenti vedi il progetto antroponimi. La lista contiene solo le 639 persone che sono citate nell'enciclopedia e per le quali è stato implementato correttamente il template Bio. Pagina aggiornata al 6 ago 2025. |

Questa è una lista di persone presenti nell'enciclopedia che hanno il nome Franz, suddivise per attività principale.

## Abati(1)
- Franz Stephan Rautenstrauch, abate, presbitero e teologo austriaco (Blatno, n. 1734 - Eger, † 1785)

## Allenatori di calcio(11)
- Franz Aigner, allenatore di calcio e ex calciatore austriaco (Sankt Johann im Pongau, n. 1967)
- Franz Brungs, allenatore di calcio e ex calciatore tedesco occidentale (Bad Honnef, n. 1936)
- Franz Czernicky, allenatore di calcio e calciatore austriaco (n. 1902 - † 1973)
- Franz Gerber, allenatore di calcio e ex calciatore tedesco (Monaco di Baviera, n. 1953)
- Franz Hänsel, allenatore di calcio e calciatore austriaco (Troppau, n. 1897 - Arezzo, † 1942)
- Franz Hasil, allenatore di calcio e ex calciatore austriaco (Vienna, n. 1944)
- Franz Köhler, allenatore di calcio e calciatore austriaco (n. 1901 - † 1982)
- Franz Platko, allenatore di calcio e calciatore ungherese (Budapest, n. 1898 - Santiago del Cile, † 1983)
- Franz Ponweiser, allenatore di calcio e ex calciatore austriaco (Neunkirchen, n. 1975)
- Franz Putzendopler, allenatore di calcio austriaco (Rudolfsheim, n. 1890 - Vienna, † 1959)
- Franz Sedlacek, allenatore di calcio e calciatore austriaco (Vienna, n. 1892 - Vienna, † 1933)

## Allenatori di sci alpino(1)
- Franz Heinzer, allenatore di sci alpino e ex sciatore alpino svizzero (Svitto, n. 1962)

## Alpinisti(2)
- Franz Nieberl, alpinista e scrittore tedesco (Würzburg, n. 1875 - Kufstein, † 1968)
- Franz Zimmer, alpinista e imprenditore austriaco (Neratovice, n. 1865 - Vienna, † 1941)

## Ammiragli(4)
- Franz von Hipper, ammiraglio tedesco (Weilheim in Oberbayern, n. 1863 - Amburgo, † 1932)
- Franz von Holub, ammiraglio austriaco (Praga, n. 1865 - Vienna, † 1924)
- Franz von Keil, ammiraglio austriaco (Magonza, n. 1862 - Vienna, † 1945)
- Franz Mauve, ammiraglio tedesco (Kattowitz, n. 1864 - Grunewald, † 1931)

## Anatomisti(1)
- Franz Ludwig Fick, anatomista e patologo tedesco (Erlangen, n. 1813 - Marburgo, † 1858)

## Antropologi(1)
- Franz Boas, antropologo tedesco (Minden, n. 1858 - New York, † 1942)

## Arbitri di calcio(1)
- Franz Wöhrer, ex arbitro di calcio austriaco (n. 1939)

## Archeologi(1)
- Franz Winter, archeologo e storico dell'arte tedesco (Braunschweig, n. 1861 - Bonn, † 1930)

## Architetti(7)
- Franz Beer, architetto austriaco (Au, n. 1660 - Bezau, † 1726)
- Franz Dischinger, architetto e ingegnere tedesco (Heidelberg, n. 1887 - Berlino, † 1953)
- Franz Anton Hillebrandt, architetto austriaco (Vienna, n. 1719 - Vienna, † 1797)
- Franz Anton Pilgram, architetto austriaco (Feldkirchen in Kärnten, n. 1699 - Vienna, † 1761)
- Franz Prati, architetto e artista italiano (Domodossola, n. 1944)
- Franz Heinrich Schwechten, architetto tedesco (Colonia, n. 1841 - Berlino, † 1924)
- Franz Anton von Zauner, architetto austriaco (Kaunerberg, n. 1746 - Vienna, † 1822)

## Archivisti(1)
- Franz Josef Mone, archivista, storico e archeologo tedesco (Mingolsheim, n. 1796 - Karlsruhe, † 1871)

## Arcivescovi cattolici(6)
- Franz de Paula Albert Eder, arcivescovo cattolico austriaco (Hallein, n. 1818 - Salisburgo, † 1890)
- Franz Anton von Harrach, arcivescovo cattolico tedesco (Madrid, n. 1665 - Salisburgo, † 1727)
- Franz Lackner, arcivescovo cattolico austriaco (Feldbach, n. 1956)
- Franz Georg von Schönborn, arcivescovo cattolico tedesco (Magonza, n. 1682 - Coblenza, † 1756)
- Franz Lothar von Schönborn, arcivescovo cattolico tedesco (Steinheim am Main, n. 1655 - Bamberga, † 1729)
- Franz Joseph von Stein, arcivescovo cattolico tedesco (Amorbach, n. 1832 - Monaco di Baviera, † 1909)

## Artisti(4)
- Franz Fischnaller, artista italiano (Bolzano, n. 1954)
- Franz Roh, artista, fotografo e critico d'arte tedesco (Apolda, n. 1890 - Monaco di Baviera, † 1965)
- Franz West, artista austriaco (Vienna, n. 1947 - Vienna, † 2012)
- Franz von Bayros, artista, illustratore e pittore austriaco (Zagabria, n. 1866 - Vienna, † 1924)

## Artisti marziali(1)
- Franz Haller, artista marziale italiano (Parcines, n. 1959)

## Assassini seriali(1)
- Franz Fuchs, serial killer e terrorista austriaco (Gralla, n. 1949 - Graz, † 2000)

## Astronauti(1)
- Franz Viehböck, astronauta austriaco (Vienna, n. 1960)

## Astronomi(4)
- Franz Brünnow, astronomo tedesco (Berlino, n. 1821 - Heidelberg, † 1891)
- Franz Kaiser, astronomo tedesco (Wiesbaden, n. 1891 - Wiesbaden, † 1962)
- Franz Xaver von Zach, astronomo ungherese (Pest, n. 1754 - Parigi, † 1832)
- Franz de Paula Triesnecker, astronomo austriaco (Mallon, n. 1745 - Vienna, † 1817)

## Atleti paralimpici(1)
- Franz Nietlispach, atleta paralimpico svizzero (Muri, n. 1958)

## Attivisti(4)
- Franz Böhm, attivista, produttore cinematografico e regista tedesco (Gerlingen, n. 1999)
- Franz Josef Müller, attivista tedesco (Ulma, n. 1924 - Monaco di Baviera, † 2015)
- Franz Thaler, pacifista e artigiano italiano (Sarentino, n. 1925 - Sarentino, † 2015)
- Franz Švigovskij, attivista russo

## Attori(6)
- Franz Böheim, attore austriaco (Vienna, n. 1909 - Vienna, † 1963)
- Franz Dinda, attore e produttore cinematografico tedesco (Jena, n. 1983)
- Franz Drameh, attore britannico (Hackney, n. 1993)
- Franz Rogowski, attore tedesco (Friburgo in Brisgovia, n. 1986)
- Franz Schafheitlin, attore tedesco (Berlino, n. 1895 - Monaco di Baviera, † 1980)
- Franz Tscherne, attore e regista austriaco (Graz, n. 1964)

## Aviatori(7)
- Franz Gräser, aviatore austro-ungarico (Nyírmada, n. 1892 - Breda di Piave, † 1918)
- Franz Hrdlicka, aviatore tedesco (Mähren, n. 1920 - Schotten, † 1945)
- Franz Lahner, aviatore austro-ungarico (Bad Goisern am Hallstättersee, n. 1893 - Linz, † 1966)
- Franz Peter, aviatore austro-ungarico (Vienna, n. 1896 - Varsavia, † 1968)
- Franz Rudorfer, aviatore austro-ungarico (Vienna, n. 1897 - † 1919)
- Franz Wognar, aviatore austro-ungarico (Trnava, n. 1890 - Odessa, † 1943)
- Franz von Werra, aviatore tedesco (Leuk, n. 1914 - Vlissingen, † 1941)

## Avvocati(1)
- Franz Daniel Pastorius, avvocato, scrittore e funzionario tedesco (Sommerhausen, n. 1651 - Germantown, † 1720)

## Bassi-baritoni(1)
- Franz Mazura, basso-baritono austriaco (Salisburgo, n. 1924 - Mannheim, † 2020)

## Batteristi(1)
- Franz Di Cioccio, batterista e cantante italiano (Pratola Peligna, n. 1946)

## Biatleti(3)
- Franz Bernreiter, ex biatleta tedesco (n. 1954)
- Franz Schuler, biatleta e fondista austriaco (Kufstein, n. 1962)
- Franz Wudy, ex biatleta tedesco occidentale

## Biochimici(1)
- Franz Georg Meußdoerffer, biochimico e insegnante tedesco (Kulmbach, n. 1949 - Breitbrunn am Chiemsee, † 2019)

## Biologi(1)
- Franz Alfred Schilder, biologo tedesco (Vinohrady, n. 1896 - Halle, † 1970)

## Bobbisti(11)
- Franz Bock, bobbista tedesco
- Franz Isenegger, ex bobbista svizzero
- Franz Isser, bobbista austriaco (Matrei in Osttirol, n. 1932 - Saalfelden am Steinernen Meer, † 2024)
- Franz Jakob, ex bobbista, ex lunghista e ex velocista austriaco (n. 1949)
- Franz Kapus, bobbista svizzero (Zurigo, n. 1909 - Zurigo, † 1981)
- Franz Kemser, bobbista tedesco (Partenkirchen, n. 1910 - Garmisch-Partenkirchen, † 1986)
- Franz Sagmeister, bobbista tedesco (Garmisch-Partenkirchen, n. 1974)
- Franz Schelle, bobbista tedesco (Ohlstadt, n. 1929 - Ohlstadt, † 2017)
- Franz Siegl, ex bobbista austriaco (Innsbruck, n. 1955)
- Franz Stöckli, ex bobbista svizzero
- Franz Weinberger, ex bobbista svizzero

## Boia(1)
- Franz Schmidt, boia tedesco (Hof, n. 1555 - Norimberga, † 1634)

## Botanici(12)
- Franz Antoine, botanico austriaco (Vienna, n. 1815 - Vienna, † 1886)
- Franz Georg Philipp Buchenau, botanico tedesco (Kassel, n. 1831 - Brema, † 1906)
- Franz Buxbaum, botanico austriaco (Liebenau, n. 1900 - Fürstenfeld, † 1979)
- Franz Xaver Fieber, botanico e entomologo tedesco (Praga, n. 1807 - Chrudim, † 1872)
- Franz Unger, botanico e paleontologo austriaco (Gut Amthofen, n. 1800 - Graz, † 1870)
- Franz Friedrich Fronius, botanico rumeno (Nadeș, n. 1829 - Agnita, † 1886)
- Franz Kaspar Lieblein, botanico tedesco (Karlstadt, n. 1744 - Fulda, † 1810)
- Franz Carl Mertens, botanico tedesco (Bielefeld, n. 1764 - Brema, † 1831)
- Franz Josef Niedenzu, botanico tedesco (Koperniki, n. 1857 - Braniewo, † 1937)
- Franz Josef Ruprecht, botanico austriaco (Friburgo in Brisgovia, n. 1814 - San Pietroburgo, † 1870)
- Franz Paula von Schrank, botanico e entomologo tedesco (Vornbach am Inn, n. 1747 - Monaco di Baviera, † 1835)
- Franz Xaver von Wulfen, botanico, geologo e alpinista austriaco (Belgrado, n. 1728 - Klagenfurt, † 1805)

## Calciatori(43)
- Franz Beckenbauer, calciatore, allenatore di calcio e dirigente sportivo tedesco (Monaco di Baviera, n. 1945 - Salisburgo, † 2024)
- Franz Becker, calciatore tedesco (Colonia, n. 1918 - Colonia, † 1965)
- Franz Biegler, calciatore austriaco (Vienna, n. 1894)
- Franz Binder, calciatore e allenatore di calcio austriaco (Sankt Pölten, n. 1911 - Vienna, † 1989)
- Franz Brorsson, calciatore svedese (Trelleborg, n. 1996)
- Franz Carr, ex calciatore inglese (Preston, n. 1966)
- Franz Cisar, calciatore austriaco (Vienna, n. 1908 - † 1943)
- Franz Dienert, calciatore tedesco (n. 1900)
- Franz Elbern, calciatore tedesco (Liegi, n. 1910 - Küdinghoven, † 2002)
- Franz Erdl, calciatore austriaco (Vienna, n. 1911 - Vienna, † 1968)
- Franz Esser, calciatore tedesco (Kiel, n. 1900 - Kiel, † 1982)
- Franz Fichta, calciatore austriaco (n. 1892 - † 1967)
- Franz Fuchsberger, calciatore austriaco (Wolfsbach, n. 1910 - Linz, † 1992)
- Franz Gonzales, calciatore boliviano (Cochabamba, n. 2000)
- Franz Hammerl, calciatore tedesco (n. 1919 - † 2001)
- Franz Hanreiter, calciatore austriaco (Vienna, n. 1913 - Vienna, † 1992)
- Franz Horn, calciatore tedesco (Essen, n. 1904 - † 1963)
- Franz Immig, calciatore tedesco (Sondernheim, n. 1918 - † 1955)
- Franz Islacker, calciatore tedesco (Essen, n. 1926 - † 1970)
- Franz Jelinek, calciatore tedesco (Vienna, n. 1922 - † 1944)
- Franz Kaspirek, calciatore austriaco (n. 1918 - † 2008)
- Franz Krumm, calciatore tedesco (n. 1909 - † 1943)
- Franz Mandl, calciatore austriaco (Vienna, n. 1916 - † 1988)
- Franz Merkhoffer, ex calciatore tedesco (Dettum, n. 1946)
- Franz Oberacher, ex calciatore austriaco (Natters, n. 1954)
- Franz Pelikan, calciatore austriaco (Vienna, n. 1925 - Vienna, † 1994)
- Franz Riegler, calciatore tedesco (n. 1922 - † 1945)
- Franz Riegler, calciatore austriaco (Vienna, n. 1915 - Vienna, † 1989)
- Franz Roth, ex calciatore tedesco (Memmingen, n. 1946)
- Franz Runge, calciatore austriaco (Klosterneuburg, n. 1904 - Vienna, † 1975)
- Franz Scheu, calciatore austriaco (n. 1882 - † 1954)
- Franz Schultz, calciatore cileno (Valparaíso, n. 1991)
- Franz Schädler, ex calciatore e allenatore di calcio liechtensteinese (Triesenberg, n. 1968)
- Franz Josef Schönbrod, calciatore e dirigente sportivo tedesco (Colonia, n. 1874)
- Franz Schütz, calciatore tedesco (Offenbach am Main, n. 1900 - † 1955)
- Franz Södvitch, calciatore italiano
- Franz Swoboda, calciatore austriaco (Vienna, n. 1933 - † 2017)
- Franz Vavra, calciatore austriaco (Vienna, n. 1915 - Vienna, † 1974)
- Franz Wagner, calciatore e allenatore di calcio austriaco (n. 1911 - Vienna, † 1974)
- Franz Weber, calciatore austriaco (Vienna, n. 1888 - † 1947)
- Franz Weselik, calciatore austriaco (Vienna, n. 1903 - Vienna, † 1962)
- Franz Wilczek, calciatore austriaco (n. 1884 - † 1943)
- Franz Wohlfahrt, ex calciatore austriaco (Sankt Veit an der Glan, n. 1964)

## Canoisti(1)
- Franz Anton, canoista tedesco (n. 1989)

## Canottieri(1)
- Franz Kröwerath, canottiere tedesco (n. 1880 - † 1945)

## Cantanti(3)
- Franzl Lang, cantante tedesco (Monaco di Baviera, n. 1930 - Monaco di Baviera, † 2015)
- Freddy Quinn, cantante e attore austriaco (Vienna, n. 1931)
- Franz Tomaselli, cantante e attore teatrale austriaco (Salisburgo, n. 1801 - Zagabria, † 1846)

## Cantanti lirici(1)
- Franz Porten, cantante lirico, regista e attore tedesco (Zeltingen-Rachtig, n. 1859 - Berlino, † 1932)

## Cantautori(3)
- Franz Campi, cantautore italiano (Bologna, n. 1962)
- Franz Josef Degenhardt, cantautore e scrittore tedesco (Schwelm, n. 1931 - Quickborn, † 2011)
- Wolfgang Petry, cantautore tedesco (Colonia, n. 1951)

## Cardinali(9)
- Franz Seraph von Dietrichstein, cardinale e vescovo cattolico austriaco (Madrid, n. 1570 - Brno, † 1636)
- Franz Ehrle, cardinale, archivista e bibliotecario tedesco (Isny, n. 1845 - Roma, † 1934)
- Franz Hengsbach, cardinale e vescovo cattolico tedesco (Velmede, n. 1910 - Essen, † 1991)
- Franz König, cardinale e arcivescovo cattolico austriaco (Rabenstein, n. 1905 - Vienna, † 2004)
- Franz Xaver Nagl, cardinale e arcivescovo cattolico austriaco (Vienna, n. 1855 - Vienna, † 1913)
- Franz Konrad von Rodt, cardinale e vescovo cattolico tedesco (Meersburg, n. 1706 - Costanza, † 1775)
- Franz Xaver von Salm-Reifferscheidt-Krautheim, cardinale austriaco (Vienna, n. 1749 - Klagenfurt, † 1822)
- Franz Christoph von Hutten, cardinale e vescovo cattolico tedesco (Wiesenfeld, n. 1706 - Spira, † 1770)
- Franz Wilhelm von Wartenberg, cardinale e vescovo cattolico tedesco (Monaco di Baviera, n. 1593 - Ratisbona, † 1661)

## Cestisti(1)
- Franz Wagner, cestista tedesco (Berlino, n. 2001)

## Chimici(5)
- Franz Joseph Emil Fischer, chimico tedesco (Friburgo in Brisgovia, n. 1877 - Monaco di Baviera, † 1947)
- Franz Hein, chimico tedesco (Karlsruhe, n. 1892 - Jena, † 1976)
- Franz Xaver Kugler, chimico, matematico e assiriologo tedesco (Königsbach, n. 1862 - Lucerna, † 1929)
- Franz Wilhelm Schweigger-Seidel, chimico tedesco (Weißenfels, n. 1795 - Saale, † 1838)
- Franz von Soxhlet, chimico tedesco (Brünn, n. 1848 - Monaco di Baviera, † 1926)

## Chirurghi(7)
- Franz von Pitha, chirurgo austriaco (Řakom, n. 1810 - Vienna, † 1875)
- Franz König, chirurgo tedesco (Rotenburg an der Fulda, n. 1832 - Grunewald, † 1910)
- Franz Leopold Lafontaine, chirurgo tedesco (Biberach an der Riß, n. 1756 - Mahilëŭ, † 1812)
- Franz Merke, chirurgo svizzero (Basilea, n. 1893 - Basilea, † 1975)
- Franz Naegele, chirurgo tedesco (Düsseldorf, n. 1778 - Heidelberg, † 1851)
- Franz Schuh, chirurgo e patologo austriaco (Scheibbs, n. 1804 - Vienna, † 1865)
- Franz Christoph von Rothmund, chirurgo tedesco (Dettelbach, n. 1801 - † 1891)

## Chitarristi(1)
- Franz Gottschalk, chitarrista e bassista danese

## Ciclisti su strada(2)
- Franz Hotz, ex ciclista su strada svizzero (Oberägeri, n. 1968)
- Franz Reitz, ciclista su strada, pistard e ciclocrossista tedesco (Wiesbaden, n. 1929 - Wiesbaden, † 2011)

## Climatologi(1)
- Franz Fliri, climatologo e geografo austriaco (Baumkirchen, n. 1918 - Baumkirchen, † 2008)

## Combinatisti nordici(1)
- Franz Keller, ex combinatista nordico tedesco (n. 1945)

## Compositori(27)
- Franz Abt, compositore e direttore di coro tedesco (Eilenburg, n. 1819 - Wiesbaden, † 1885)
- Franz Joseph Aumann, compositore, presbitero e religioso austriaco (Traismauer, n. 1728 - Sankt Florian, † 1797)
- Franz Beck, compositore tedesco (Mannheim, n. 1734 - Bordeaux, † 1809)
- Franz Behr, compositore tedesco (n. 1837 - † 1898)
- Franz Berwald, compositore e violinista svedese (Stoccolma, n. 1796 - Stoccolma, † 1868)
- Franz Biebl, compositore tedesco (Pursruck, n. 1906 - † 2001)
- Franz Danzi, compositore, violoncellista e direttore d'orchestra tedesco (Schwetzingen, n. 1763 - Karlsruhe, † 1826)
- Franz Eckert, compositore tedesco (Nowa Ruda, n. 1852 - Seul, † 1916)
- Franz Xaver Gruber, compositore austriaco (Unterweitzberg, n. 1787 - Hallein, † 1863)
- Franz Joseph Haydn, compositore austriaco (Rohrau, n. 1732 - Vienna, † 1809)
- Franz Anton Hoffmeister, compositore e editore musicale tedesco (Rottenburg am Neckar, n. 1754 - Vienna, † 1812)
- Franz Hünten, compositore, pianista e chitarrista tedesco (Coblenza, n. 1792 - Coblenza, † 1878)
- Franz Lachner, compositore e direttore d'orchestra tedesco (Rain, n. 1803 - Monaco di Baviera, † 1890)
- Franz Lambert, compositore tedesco (Heppenheim, n. 1948)
- Franz Lehár, compositore austriaco (Komárom, n. 1870 - Bad Ischl, † 1948)
- Franz Liszt, compositore, pianista e direttore d'orchestra ungherese (Raiding, n. 1811 - Bayreuth, † 1886)
- Franz Xaver Wolfgang Mozart, compositore, pianista e direttore d'orchestra austriaco (Vienna, n. 1791 - Karlsbad, † 1844)
- Franz Xaver Richter, compositore ceco (Holleschau, n. 1709 - Strasburgo, † 1789)
- Franz Xaver Schnizer, compositore e organista tedesco (Bad Wurzach, n. 1740 - Ottobeuren, † 1785)
- Franz Schreker, compositore e direttore d'orchestra austriaco (Principato di Monaco, n. 1878 - Berlino, † 1934)
- Franz Schubert, compositore austriaco (Vienna, n. 1797 - Vienna, † 1828)
- Franz Seydelmann, compositore tedesco (Dresda, n. 1748 - Dresda, † 1806)
- Franz Xaver Süßmayr, compositore e musicista austriaco (Schwanenstadt, n. 1766 - Vienna, † 1803)
- Franz Tunder, compositore e organista tedesco (Lubecca, n. 1614 - Lubecca, † 1667)
- Franz Waxman, compositore tedesco (Königshütte, n. 1906 - Los Angeles, † 1967)
- Franz Wüllner, compositore e direttore d'orchestra tedesco (Münster, n. 1832 - Braunfels, † 1902)
- Franz Xaver Gerl, compositore e basso austriaco (Andorf, n. 1764 - Mannheim, † 1827)

## Compositori di scacchi(4)
- Franz Pachl, compositore di scacchi tedesco (Ludwigshafen, n. 1951)
- Franz Palatz, compositore di scacchi tedesco (Amburgo, n. 1896 - Pomerania, † 1945)
- Franz Sackmann, compositore di scacchi tedesco (Brannenburg, n. 1888 - Kaiserslautern, † 1927)
- Franz Schrüfer, compositore di scacchi tedesco (Ahorntal, n. 1823 - Bamberga, † 1909)

## Condottieri(1)
- Franz Niklaus Zelger, condottiero e politico svizzero (Stans, n. 1765 - Stans, † 1821)

## Contrabbassisti(1)
- Franz Simandl, contrabbassista e pedagogista ceco (Blatná, n. 1840 - Vienna, † 1912)

## Coreografi(1)
- Franz Hilverding, coreografo e ballerino austriaco (n. 1710 - † 1768)

## Criminologi(1)
- Franz Exner, criminologo tedesco (Vienna, n. 1881 - Monaco di Baviera, † 1947)

## Cuochi(1)
- Franz Sacher, pasticciere austriaco (Vienna, n. 1816 - Baden, † 1907)

## Designer(1)
- Franz von Holzhausen, designer statunitense (Simsbury, n. 1968)

## Diplomatici(9)
- Franz Joseph von Albini, diplomatico, militare e politico austriaco (Sankt Goar, n. 1748 - Dieburg, † 1816)
- Franz de Paula Gundaker von Colloredo-Mansfeld, diplomatico e politico austriaco (Vienna, n. 1731 - Vienna, † 1807)
- Franz de Paula von Colloredo-Wallsee, diplomatico e nobile austriaco (Vienna, n. 1799 - Zurigo, † 1859)
- Franz Anton von Hartig, diplomatico, storico e geografo austriaco (Praga, n. 1758 - Dresda, † 1797)
- Franz Binder von Krieglstein, diplomatico e nobile austriaco (Vienna, n. 1774 - Vienna, † 1855)
- Franz Sigismund Adalbert von Lehrbach, diplomatico, nobile e numismatico tedesco (Ellingen, n. 1729 - Ellingen, † 1787)
- Franz Alban von Schraut, diplomatico e nobile austriaco (Worms, n. 1745 - Berna, † 1825)
- Franz Ehrenreich von Trauttmannsdorff, diplomatico e nobile austriaco (Totzenbach, n. 1662 - Haspelwald, † 1719)
- Franz von Sonnleithner, diplomatico austriaco (Salisburgo, n. 1905 - Ingelheim am Rhein, † 1981)

## Direttori d'orchestra(7)
- Franz André, direttore d'orchestra e violinista belga (Bruxelles, n. 1893 - Bruxelles, † 1975)
- Franz Konwitschny, direttore d'orchestra tedesco (Fulnek, n. 1901 - Belgrado, † 1962)
- Franz Marszalek, direttore d'orchestra e compositore tedesco (Breslavia, n. 1900 - Colonia, † 1975)
- Franz Schalk, direttore d'orchestra austriaco (Vienna, n. 1863 - Edlach an der Rax, † 1931)
- Franz Stockhausen, direttore d'orchestra tedesco (Guebwiller, n. 1839 - Strasburgo, † 1926)
- Franz Welser-Möst, direttore d'orchestra austriaco (Linz, n. 1960)
- Franz von Hoesslin, direttore d'orchestra tedesco (Monaco di Baviera, n. 1885 - Sète, † 1946)

## Direttori della fotografia(1)
- Franz Planer, direttore della fotografia austriaco (Karlovy Vary, n. 1894 - Hollywood, † 1963)

## Dirigenti sportivi(3)
- Franz Burgmeier, dirigente sportivo e ex calciatore liechtensteinese (Triesen, n. 1982)
- Franz Schiemer, dirigente sportivo, allenatore di calcio e ex calciatore austriaco (Haag am Hausruck, n. 1986)
- Franz Tost, dirigente sportivo e ex pilota automobilistico austriaco (Trins, n. 1956)

## Dirigibilisti(1)
- Franz Stabbert, dirigibilista tedesco (Distretto di Kulm, n. 1881 - Lorena, † 1917)

## Disegnatori(1)
- Franz Katz, disegnatore, collezionista d'arte e miniaturista tedesco (Anversa, n. 1782 - Colonia, † 1851)

## Drammaturghi(2)
- Franz Theodor Csokor, commediografo e scrittore austriaco (Vienna, n. 1885 - Vienna, † 1969)
- Franz Xaver Kroetz, drammaturgo, scrittore e attore tedesco (Monaco di Baviera, n. 1946)

## Economisti(2)
- Franz Hörmann, economista austriaco (Vienna, n. 1960)
- Franz Oppenheimer, economista, sociologo e medico tedesco (Berlino, n. 1864 - Los Angeles, † 1943)

## Editori(1)
- Franz Pfemfert, editore, giornalista e politico tedesco (Gizycko, n. 1879 - Città del Messico, † 1954)

## Entomologi(2)
- Franz Friedrich Kohl, entomologo austriaco (San Valentino alla Muta, n. 1851 - Traismauer, † 1924)
- Franz Anton Menge, entomologo tedesco (n. 1808 - Danzica, † 1880)

## Esoteristi(1)
- Franz Bardon, esoterista ceco (Opava, n. 1909 - † 1958)

## Farmacologi(1)
- Franz von Rinecker, farmacologo tedesco (Scheßlitz, n. 1811 - Würzburg, † 1883)

## Filologi(13)
- Franz Boll, filologo classico e grecista tedesco (Rothenburg ob der Tauber, n. 1867 - Heidelberg, † 1924)
- Franz Bopp, filologo, linguista e orientalista tedesco (Magonza, n. 1791 - Berlino, † 1867)
- Franz Bücheler, filologo classico e latinista tedesco (Rheinberg, n. 1837 - Bonn, † 1908)
- Franz Cumont, filologo classico e storico belga (Aalst, n. 1868 - Woluwe-Saint-Pierre, † 1947)
- Franz Eyssenhardt, filologo classico e bibliotecario tedesco (Berlino, n. 1838 - Amburgo, † 1901)
- Franz Volkmar Fritzsche, filologo classico tedesco (Bad Lausick, n. 1806 - † 1887)
- Franz Dorotheus Gerlach, filologo classico, storiografo e giurista tedesco (Wolfbehringen, n. 1793 - Basilea, † 1876)
- Franz Passow, filologo classico, grecista e lessicografo tedesco (Ludwigslust, n. 1786 - Breslavia, † 1833)
- Franz Pfeiffer, filologo svizzero (Bettlach, n. 1815 - Vienna, † 1868)
- Franz Ritter, filologo classico tedesco (Medebach, n. 1803 - Bonn, † 1875)
- Franz Skutsch, filologo classico e linguista tedesco (Neiße, n. 1865 - Breslavia, † 1912)
- Franz Ernst Heinrich Spitzner, filologo classico e educatore tedesco (Trebitz, n. 1787 - Wittenberg, † 1841)
- Franz Susemihl, filologo classico tedesco (Laage, n. 1826 - Firenze, † 1901)

## Filosofi(4)
- Franz Brentano, filosofo e psicologo tedesco (Boppard, n. 1838 - Zurigo, † 1917)
- Franz Jakubowski, filosofo polacco (Poznań, n. 1912 - † 1970)
- Franz Xaver Niemetschek, filosofo e critico musicale boemo (Sadská, n. 1766 - Vienna, † 1849)
- Franz Rosenzweig, filosofo tedesco (Kassel, n. 1886 - Francoforte sul Meno, † 1929)

## Fisici(5)
- Ulrich Theodor Aepinus, fisico tedesco (Rostock, n. 1724 - Dorpat, † 1802)
- Franz Serafin Exner, fisico austriaco (Vienna, n. 1849 - Vienna, † 1926)
- Franz Ernst Neumann, fisico, matematico e cristallografo tedesco (Joachimsthal, n. 1798 - Königsberg, † 1895)
- Arthur Schuster, fisico tedesco (Francoforte sul Meno, n. 1851 - Berkshire, † 1934)
- Franz Wegner, fisico tedesco (n. 1940)

## Fisiologi(1)
- Franz Schweigger-Seidel, fisiologo tedesco (Halle, n. 1834 - † 1871)

## Fondisti(2)
- Franz Gatscher, fondista, judoka e atleta italiano (Bolzano, n. 1964)
- Franz Göring, ex fondista tedesco (Suhl, n. 1984)

## Fotografi(1)
- Franz Grainer, fotografo tedesco (Bad Reichenhall, n. 1871 - Monaco di Baviera, † 1948)

## Funzionari(4)
- Franz Hofer, funzionario austriaco (Bad Hofgastein, n. 1902 - Mülheim an der Ruhr, † 1975)
- Franz Seraph von Pfistermeister, funzionario tedesco (Amberg, n. 1830 - Monaco, † 1912)
- Franz Rademacher, funzionario tedesco (Neustrelitz, n. 1906 - Bonn, † 1973)
- Franz Anton von Raab, funzionario austriaco (Bad Sankt Leonhard im Lavanttal, n. 1722 - Vienna, † 1783)

## Generali(39)
- Franz Augsberger, generale austriaco (Vienna, n. 1905 - Neustadt, † 1945)
- Franz Böhme, generale austriaco (Zeltweg, n. 1885 - Norimberga, † 1947)
- Franz Burdina von Löwenkampf, generale austriaco (Moravia, n. 1805 - Verona, † 1859)
- Franz von Cordon, generale e politico austriaco (Vienna, n. 1796 - Vienna, † 1869)
- Franz Joseph von Dietrichstein, generale austriaco (Vienna, n. 1767 - Vienna, † 1854)
- Franz von Epp, generale e politico tedesco (Monaco di Baviera, n. 1868 - Monaco di Baviera, † 1947)
- Franz Ritter Höfer von Feldsturm, generale austro-ungarico (Komotau, n. 1861 - Vienna, † 1918)
- Franz Folliot de Crenneville, generale austriaco (Sopron, n. 1815 - Gmunden, † 1888)
- Franz Georg von Glasenapp, generale tedesco (Labes, n. 1857 - Potsdam, † 1914)
- Franz Halder, generale tedesco (Würzburg, n. 1884 - Aschau im Chiemgau, † 1972)
- Franz Haller von Hallerkeö, generale austriaco (Siebenbürgen, n. 1796 - Vienna, † 1875)
- Franz Josef Huber, generale tedesco (Monaco di Baviera, n. 1902 - Monaco di Baviera, † 1975)
- Franz von John, generale e politico austriaco (Bruck an der Leitha, n. 1815 - Vienna, † 1876)
- Franz Wenzel von Kaunitz-Rietberg, generale austriaco (Vienna, n. 1742 - Vienna, † 1825)
- Franz Kuhn von Kuhnenfeld, generale austriaco (Prostějov, n. 1817 - Strassoldo, † 1896)
- Franz Kutschera, generale e politico austriaco (Oberwaltersdorf, n. 1904 - Varsavia, † 1944)
- Franz Moritz von Lacy, generale austriaco (San Pietroburgo, n. 1725 - Vienna, † 1801)
- Franz Philipp von Lamberg, generale austriaco (Mór, n. 1791 - Budapest, † 1848)
- Franz Landgraf, generale tedesco (Monaco di Baviera, n. 1888 - Stoccarda, † 1944)
- Franz Anton Marenzi von Tagliuno und Talgate, generale e geologo austriaco (Trieste, n. 1805 - Trieste, † 1886)
- Franz von Mertens, generale austriaco (Vienna, n. 1806 - Vienna, † 1866)
- Franz von Mercy, generale tedesco (Longwy - Alerheim, † 1645)
- Franz Xaver von Paumgartten, generale austriaco (Graz, n. 1811 - Vevey, † 1866)
- Franz Pilati von Tassul, generale austriaco (Bausin, n. 1746 - † 1805)
- Franz Rohr von Denta, generale austro-ungarico (Arad, n. 1854 - Vienna, † 1927)
- Franz Scheidies, generale tedesco (Groß-Pelken, n. 1890 - Gluschitza, † 1942)
- Franz Schlieper, generale tedesco (Friedenau, n. 1905 - Amburgo, † 1974)
- Franz von Schlick, generale austriaco (Praga, n. 1789 - Vienna, † 1862)
- Franz Schönaich, generale e politico austriaco (Vienna, n. 1844 - Vienna, † 1916)
- Franz Six, generale tedesco (Mannheim, n. 1909 - Bolzano, † 1975)
- Franz Walter Stahlecker, generale tedesco (Sternenfels, n. 1900 - Krasnogvardeisk, † 1942)
- Franz von Thun und Hohenstein, generale austriaco (Choltitz, n. 1826 - Schwaz, † 1888)
- Ludwig von Welden, generale austriaco (Laupheim, n. 1780 - Graz, † 1853)
- Franz von Werneck, generale austriaco (Stoccarda, n. 1748 - Hradec Králové, † 1806)
- Franz Westhoven, generale tedesco (Ludwigshafen am Rhein, n. 1894 - Heidelberg, † 1983)
- Franz von Weyrother, generale austriaco (Vienna, n. 1755 - Vienna, † 1806)
- Franz von Wimpffen, generale e ammiraglio austriaco (Praga, n. 1797 - Gorizia, † 1870)
- Franz du Hamel, generale prussiano (Venezia, † 1705)
- Franz Gustav von Wandel, generale tedesco (Danzica, n. 1858 - Bonn, † 1921)

## Geografi(1)
- Franz Thorbecke, geografo tedesco (Heidelberg, n. 1875 - Winterstein, † 1945)

## Geologi(5)
- Eugen Geinitz, geologo e mineralogista tedesco (Dresda, n. 1854 - Rostock, † 1925)
- Franz Kossmat, geologo tedesco (Vienna, n. 1871 - Lipsia, † 1938)
- Feodor Yulievich Levinson-Lessing, geologo russo (San Pietroburgo, n. 1861 - Leningrado, † 1939)
- Franz Toula, geologo, mineralogista e paleontologo austriaco (Vienna, n. 1845 - Vienna, † 1920)
- Franz Ritter von Hauer, geologo austriaco (Vienna, n. 1822 - Vienna, † 1899)

## Gesuiti(4)
- Franz Karl Alter, gesuita, filologo classico e insegnante austriaco (Engelsberg, n. 1749 - Vienna, † 1804)
- Franz Magnis-Suseno, gesuita tedesco (Norimberga, n. 1936)
- Franz Retz, gesuita ceco (Praga, n. 1673 - Roma, † 1750)
- Franz Xaver Wernz, gesuita tedesco (Rottweil, n. 1842 - Roma, † 1914)

## Ginecologi(2)
- Franz Kiwisch von Rotterau, ginecologo austriaco (Klatovy, n. 1814 - Praga, † 1852)
- Franz von Winckel, ginecologo tedesco (Bad Berleburg, n. 1837 - Monaco di Baviera, † 1911)

## Ginnasti(1)
- Franz Beckert, ginnasta tedesco (n. 1907 - † 1973)

## Giornalisti(4)
- Franz Alt, giornalista e saggista tedesco (Bruchsal, n. 1938)
- Franz Herre, giornalista e storico tedesco (Fischen im Allgäu, n. 1926)
- Franz Schmedt, giornalista tedesco (Hunteburg, n. 1932 - Lingen, † 2022)
- Franz Maria d'Asaro, giornalista, poeta e scrittore italiano (Palermo, n. 1925 - Roma, † 2004)

## Giuristi(4)
- Franz Georg von Keeß, giurista austriaco (Vienna, n. 1747 - Brunn am Gebirge, † 1799)
- Franz von Liszt, giurista tedesco (Vienna, n. 1851 - Seeheim, † 1919)
- Franz Schott, giurista e viaggiatore fiammingo (Anversa, n. 1548 - † 1622)
- Franz von Zeiller, giurista austriaco (Graz, n. 1751 - Vienna, † 1828)

## Hockeisti su ghiaccio(1)
- Franz Josef Plankl, ex hockeista su ghiaccio e allenatore di hockey su ghiaccio italiano (Bolzano, n. 1989)

## Illustratori(4)
- Franz Jüttner, illustratore e disegnatore tedesco (Lindenstadt, n. 1865 - Wolfenbüttel, † 1926)
- Franz von Pocci, illustratore, scrittore e musicista tedesco (Monaco di Baviera, n. 1807 - Monaco di Baviera, † 1876)
- Franz Vohwinkel, illustratore tedesco (Monaco di Baviera, n. 1964)
- Franz Zumstein, illustratore, fumettista e pittore svizzero (Balsthal, n. 1959)

## Imprenditori(6)
- Franz Josef Bucher, imprenditore svizzero (Kerns, n. 1834 - Il Cairo, † 1906)
- Franz Eduard Erpf, imprenditore e politico svizzero (San Gallo, n. 1807 - San Gallo, † 1851)
- Franz Miller, imprenditore italiano (Messina, n. 1877 - † 1956)
- Franz San Galli, imprenditore, ingegnere e inventore russo (Stettino, n. 1824 - San Pietroburgo, † 1908)
- Franz Xaver Wührer, imprenditore austriaco (Obernberg am Inn, n. 1792 - Brescia, † 1870)
- Adolf Lüderitz, imprenditore e esploratore tedesco (Brema, n. 1834 - Fiume Orange, † 1886)

## Incisori(1)
- Franz Abresch, incisore e illustratore tedesco

## Ingegneri(6)
- Franz Xaver Dorsch, ingegnere tedesco (Illertissen, n. 1899 - Monaco di Baviera, † 1986)
- Franz Grashof, ingegnere tedesco (Düsseldorf, n. 1826 - Karlsruhe, † 1893)
- Franz Kruckenberg, ingegnere tedesco (Uetersen, n. 1882 - Heidelberg, † 1965)
- Franz Josef Popp, ingegnere e manager austriaco (Vienna, n. 1886 - Stoccarda, † 1954)
- Franz Reuleaux, ingegnere meccanico tedesco (Eschweiler, n. 1829 - Charlottenburg, † 1905)
- Franz Alice Stern, ingegnere, compositore e disc jockey italiano (Bari, n. 1990)

## Insegnanti(1)
- Franz Delitzsch, insegnante, teologo e ebraista tedesco (Lipsia, n. 1813 - Lipsia, † 1890)

## Inventori(2)
- Franz Xaver Gabelsberger, inventore tedesco (Monaco, n. 1789 - Monaco, † 1849)
- Franz Reichelt, inventore austriaco (Wegstädtl, n. 1878 - Parigi, † 1912)

## Letterati(1)
- Franz Anton von Sporck, letterato boemo (Lysá nad Labem, n. 1662 - Lysá nad Labem, † 1738)

## Linguisti(2)
- Franz Nikolaus Finck, linguista e filologo tedesco (Krefeld, n. 1867 - Berlino, † 1910)
- Adalbert Kuhn, linguista e filologo tedesco (Königsberg in der Neumark, n. 1812 - Berlino, † 1881)

## Matematici(2)
- Franz Mertens, matematico polacco (Środa Wielkopolska, n. 1840 - Vienna, † 1927)
- Franz Rellich, matematico austriaco (Termeno, n. 1906 - Gottinga, † 1955)

## Medici(10)
- Franz Christian Boll, medico tedesco (Neubrandenburg, n. 1849 - Roma, † 1879)
- Franz Breit, medico tedesco (Mieders, n. 1817 - Tubinga, † 1868)
- Franz Ernst Brückmann, medico, naturalista e mineralogista tedesco (Mariental, n. 1697 - Wolfenbüttel, † 1753)
- Franz Joseph Gall, medico tedesco (Tiefenbrunn Baden, n. 1758 - Montrouge, † 1828)
- Franz Wilhelm Lippich, medico slovacco (Spišská Nová Ves, n. 1799 - Vienna, † 1845)
- Franz Anton Mesmer, medico tedesco (Moos, n. 1734 - Meersburg, † 1815)
- Franz Meyen, medico e botanico tedesco (Tilsit, n. 1804 - Berlino, † 1840)
- Franz Penzoldt, medico e farmacologo tedesco (Crispendorf, n. 1849 - Monaco di Baviera, † 1927)
- Franz Xaver von Gietl, medico tedesco (Höchstädt an der Donau, n. 1803 - † 1888)
- Franz Tappeiner, medico, botanico e antropologo austriaco (Lasa, n. 1816 - Merano, † 1902)

## Militari(34)
- Franz Gundaker von Colloredo-Mansfeld, militare e nobile austriaco (Vienna, n. 1802 - Gräfenberg, † 1852)
- Franz Conrad von Hötzendorf, militare austro-ungarico (Penzing, n. 1852 - Bad Mergentheim, † 1925)
- Franz Philipp Fenner von Fenneberg, militare austriaco (Salorno, n. 1759 - Jarosław, † 1824)
- Franz Schädle, militare tedesco (Westerheim, n. 1906 - Berlino, † 1945)
- Franz Gall, militare tedesco (Treviri, n. 1884 - Mestre, † 1944)
- Franz Herber, militare tedesco (Berlino, n. 1908 - Wittlich, † 1996)
- Franz Hradetzky, militare tedesco (n. 1906)
- Franz Hössler, militare tedesco (Oberdorf, n. 1906 - Hameln, † 1945)
- Franz Konrad, militare austriaco (Liesing, n. 1906 - Varsavia, † 1952)
- Franz Kostner, militare, alpinista e imprenditore italiano (Corvara in Badia, n. 1877 - Corvara in Badia, † 1968)
- Franz Kraus, militare tedesco (Monaco di Baviera, n. 1903 - Cracovia, † 1948)
- Franz Künstler, militare tedesco (Măureni, n. 1900 - Bad Mergentheim, † 2008)
- Franz Marziani von Sacile, militare austriaco (Vienna, n. 1763 - Linz, † 1840)
- Franz Mattenklott, militare tedesco (Grünberg, n. 1884 - Braunlage, † 1954)
- Franz Murer, militare austriaco (Sankt Georgen ob Murau, n. 1912 - Gaishorn am See, † 1994)
- Franz von Papen, militare, politico e diplomatico tedesco (Werl, n. 1879 - Sasbach, † 1969)
- Franz Pfyffer von Altishofen, ufficiale svizzero (Lucerna, n. 1917 - Lucerna, † 1995)
- Franz Pfyffer von Altishofen, ufficiale svizzero (Lucerna, n. 1623 - Roma, † 1696)
- Franz Ludwig Pfyffer von Altishofen, ufficiale svizzero (Lucerna, n. 1699 - Lucerna, † 1772)
- Franz Pichler von Deeben, militare austriaco (Vienna, n. 1823)
- Franz Adolf Prohaska von Guelfenburg, militare austriaco (Písek, n. 1768 - Vienna, † 1862)
- Franz Reichleitner, militare e ufficiale austriaco (Ried im Traunkreis, n. 1906 - Fiume, † 1944)
- Franz von Scholl, ufficiale e ingegnere tedesco (Aquisgrana, n. 1772 - Verona, † 1838)
- Franz Albert Seyn, militare russo (Vicebsk, n. 1877 - Pietrogrado, † 1918)
- Franz von Sickingen, militare tedesco (Bad Münster am Stein-Ebernburg, n. 1481 - Landstuhl, † 1523)
- Franz Sigel, militare tedesco (Sinsheim, n. 1824 - New York, † 1902)
- Franz Spögler, militare tedesco (Renon, n. 1915 - † 1989)
- Franz Stangl, militare austriaco (Altmünster, n. 1908 - Düsseldorf, † 1971)
- Franz Suchomel, militare tedesco (Krumau, n. 1907 - † 1979)
- Franz Wolf, militare austro-ungarico (Krummau, n. 1907 - Palling, † 1999)
- Franz Wunsch, militare austriaco (Drasenhofen, n. 1922 - Vienna, † 2009)
- Franz Ziereis, militare tedesco (Monaco di Baviera, n. 1905 - Gusen, † 1945)
- Franz Freiherr von Pflacher, militare austriaco (Passavia, n. 1745 - Praga, † 1815)
- Franz von der Trenck, militare austriaco (Reggio Calabria, n. 1711 - Brno, † 1749)

## Mineralogisti(1)
- Franz Ludwig von Cancrin, mineralogista, architetto e scienziato tedesco (Breidenbach, n. 1738 - Staraja Russa, † 1816)

## Missionari(2)
- Franz Wolfgang Demont, missionario e vescovo cattolico tedesco (Burtscheid, n. 1880 - Aquisgrana, † 1964)
- Franz Pfanner, missionario austriaco (Langen bei Bregenz, n. 1825 - Emmaus, † 1909)

## Musicisti(1)
- Franz Schmidt, musicista austriaco (Presburgo, n. 1874 - Vienna, † 1939)

## Musicologi(1)
- Franz Magnus Böhme, musicologo e compositore tedesco (Willerstedt, n. 1827 - Dresda, † 1898)

## Naturalisti(1)
- Theodor Wolf, naturalista e esploratore tedesco (Bartholomä, n. 1841 - Dresda, † 1924)

## Neurologi(1)
- Franz Nissl, neurologo tedesco (Frankenthal, n. 1860 - Monaco di Baviera, † 1919)

## Nobili(12)
- Franz Joseph Czernin von und zu Chudenitz, nobile e politico boemo (Vienna, n. 1697 - Vienna, † 1733)
- Franz Heinrich von Dalberg, nobile e politico tedesco (Worms, n. 1716 - Friedberg, † 1776)
- Franz Albert Leopold von Oberndorff, nobile e politico tedesco (Regendorf, n. 1720 - Mannheim, † 1799)
- Franz Seraph von Porcia, nobile e politico austriaco (Gonowitz, n. 1755 - Venezia, † 1827)
- Franz Eusebius von Pötting, nobile, diplomatico e politico austriaco (n. 1627 - Vienna, † 1678)
- Franz Seraph von Orsini-Rosenberg, nobile e generale austriaco (Graz, n. 1761 - Vienna, † 1832)
- Franz Erwein von Schönborn-Wiesentheid, nobile, politico e collezionista d'arte tedesco (Magonza, n. 1776 - Francoforte sul Meno, † 1840)
- Franz Georg Ernst von Sturmfeder, nobile e politico tedesco (Mannheim, n. 1727 - Monaco di Baviera, † 1793)
- Franz von Thun und Hohenstein, nobile e politico boemo (Děčín, n. 1847 - Děčín, † 1916)
- Franz von Walsegg, nobile austriaco (Stuppach, n. 1763 - Stuppach, † 1827)
- Franz Ferdinand von Hohenberg, nobile austriaco (Artstetten-Pöbring, n. 1927 - Ried in der Riedmark, † 1977)
- Franz Ferdinand von Kuenburg, nobile e arcivescovo cattolico austriaco (Mossa, n. 1651 - Praga, † 1731)

## Notai(1)
- Franz Haffner, notaio, politico e storico svizzero (Soletta, n. 1609 - Soletta, † 1671)

## Numismatici(1)
- Franz Ignaz von Streber, numismatico, vescovo cattolico e teologo tedesco (Reisbach, n. 1758 - Monaco di Baviera, † 1841)

## Organari(1)
- Franz Caspar Schnitger, organaro tedesco (Amburgo, n. 1693 - Zwolle, † 1729)

## Organisti(2)
- Franz Anton Maichelbeck, organista e compositore tedesco (Reichenau, n. 1702 - Friburgo in Brisgovia, † 1750)
- Franz Teyber, organista e compositore austriaco (Vienna, n. 1758 - Vienna, † 1810)

## Orientalisti(2)
- Franz Ferdinand Benary, orientalista tedesco (Kassel, n. 1805 - Berlino, † 1880)
- Franz Rosenthal, orientalista tedesco (Berlino, n. 1914 - New Haven, † 2003)

## Paleontologi(1)
- Franz Nopcsa, paleontologo, geologo e naturalista ungherese (Săcel, n. 1877 - Vienna, † 1933)

## Pallamanisti(4)
- Franz Bartl, pallamanista austriaco (Vienna, n. 1915 - † 1941)
- Franz Berghammer, pallamanista austriaco (n. 1913 - † 1944)
- Franz Bistricky, pallamanista austriaco (n. 1914 - † 1975)
- Franz Brunner, pallamanista austriaco (n. 1913 - † 1991)

## Pallanuotisti(3)
- Franz Schönfels, pallanuotista austriaco (Vienna, n. 1913 - Vienna, † 2005)
- Franz Wenninger, pallanuotista austriaco (Vienna, n. 1910 - Vienna, † 1996)
- Franz Zigon, pallanuotista austriaco (Linz, n. 1924 - Linz, † 2023)

## Pattinatori artistici su ghiaccio(1)
- Franz Ningel, ex pattinatore artistico su ghiaccio tedesco (Francoforte sul Meno, n. 1936)

## Pedagogisti(1)
- Franz Michael Vierthaler, pedagogista, scrittore e pubblicista austriaco (Mauerkirchen, n. 1758 - Vienna, † 1827)

## Pianisti(4)
- Franz Bendel, pianista e compositore tedesco (Schönlinde, n. 1833 - Berlino, † 1874)
- Franz Kullak, pianista e compositore tedesco (Berlino, n. 1844 - Berlino, † 1913)
- Franz Rupp, pianista tedesco (Schongau, n. 1901 - Manhattan, † 1992)
- Xaver Scharwenka, pianista, compositore e docente tedesco (Szamotuły, n. 1850 - Berlino, † 1924)

## Piloti automobilistici(1)
- Franz Engstler, pilota automobilistico e dirigente sportivo tedesco (Kempten im Allgäu, n. 1961)

## Piloti di rally(2)
- Franz Wittmann, pilota di rally austriaco (Lilienfeld, n. 1983)
- Franz Wittmann, ex pilota di rally austriaco (Ramsau, n. 1950)

## Piloti motociclistici(1)
- Franz Aschenbrenner, pilota motociclistico tedesco (Eichenried, n. 1986)

## Pittori(37)
- Franz Adam, pittore tedesco (Milano, n. 1815 - Monaco di Baviera, † 1886)
- Franz Alt, pittore austriaco (Vienna, n. 1824 - Vienna, † 1914)
- Franz Borghese, pittore e scultore italiano (Roma, n. 1941 - Roma, † 2005)
- Franz Ludwig Catel, pittore tedesco (Berlino, n. 1778 - Roma, † 1856)
- Franz Cižek, pittore austriaco (Litoměřice, n. 1865 - † 1946)
- Franz Courtens, pittore belga (Termonde, n. 1854 - Saint-Josse-ten-Noode, † 1943)
- Franz von Defregger, pittore austriaco (Ederhof presso Stronach, n. 1835 - Monaco di Baviera, † 1921)
- Franz Eichhorst, pittore e incisore tedesco (Berlino, n. 1885 - Innsbruck, † 1948)
- Franz Anton Ermeltraut, pittore tedesco (Heidelberg, n. 1717 - Würzburg, † 1767)
- Franz Eybl, pittore austriaco (Vienna, n. 1806 - Castello del Belvedere, † 1880)
- Franz Ignaz Flurer, pittore austriaco (Augusta, n. 1688 - Graz, † 1742)
- Franz Xaver Fuhr, pittore tedesco (Mannheim-Neckarau, n. 1898 - Ratisbona, † 1973)
- Franz Gertsch, pittore svizzero (Mörigen, n. 1930 - Riggisberg, † 2022)
- Francesco Codino, pittore tedesco (Francoforte, n. 1590 - Lombardia)
- Franz Hanfstaengl, pittore, litografo e fotografo tedesco (Baiernrain, n. 1804 - Monaco di Baviera, † 1877)
- Franz Hecker, pittore tedesco (Bersenbrück, n. 1870 - Osnabrück, † 1944)
- Franz Joseph Hermann, pittore tedesco (Kempten, n. 1738 - † 1806)
- Franz Horny, pittore tedesco (Weimar, n. 1798 - Olevano Romano, † 1824)
- Franz Ittenbach, pittore tedesco (Königswinter, n. 1813 - Düsseldorf, † 1879)
- Franz Jaschke, pittore austriaco (Rosenthal, n. 1775 - Vienna, † 1842)
- Franz Kaisermann, pittore svizzero (Yverdon, n. 1765 - Roma, † 1833)
- Franz Kline, pittore statunitense (Wilkes-Barre, n. 1910 - New York, † 1962)
- Franz Krüger, pittore e litografo tedesco (Anhalt, n. 1797 - Berlino, † 1857)
- Gerhard von Kügelgen, pittore tedesco (Bacharach, n. 1772 - Loschwitz, † 1820)
- Franz von Lenbach, pittore tedesco (Schrobenhausen, n. 1836 - Monaco di Baviera, † 1904)
- Franz Lenhart, pittore e disegnatore austriaco (Bad Häring, n. 1898 - Merano, † 1992)
- Franz Marc, pittore tedesco (Monaco di Baviera, n. 1880 - Verdun, † 1916)
- Franz Anton Maulbertsch, pittore e incisore tedesco (Langenargen, n. 1724 - Vienna, † 1796)
- Siard Nosecký, pittore e religioso boemo (Praga, n. 1693 - Praga, † 1753)
- Franz Pforr, pittore tedesco (Francoforte sul Meno, n. 1788 - Albano Laziale, † 1812)
- Franz Ferdinand Richter, pittore polacco (Dzikowa, n. 1693 - Firenze, † 1743)
- Franz Schütz, pittore e incisore tedesco (Francoforte sul Meno, n. 1751 - Ginevra, † 1781)
- Franz Steinfeld, pittore austriaco (Mariahilf, n. 1787 - Písek, † 1868)
- Franz von Stuck, pittore, scultore e illustratore tedesco (Tettenweis, n. 1863 - Monaco di Baviera, † 1928)
- Franz Werner Tamm, pittore tedesco (Amburgo, n. 1658 - Vienna, † 1724)
- Franz Xaver Winterhalter, pittore e litografo tedesco (Menzenschwand, n. 1805 - Francoforte sul Meno, † 1873)
- Franz Anton Zeiller, pittore austriaco (Reutte, n. 1716 - Reutte, † 1794)

## Poeti(3)
- Franz von Dingelstedt, poeta e giornalista tedesco (Halsdorf, n. 1814 - Vienna, † 1881)
- Franz Wright, poeta e traduttore statunitense (Vienna, n. 1953 - Waltham, † 2015)
- Franz von Schober, poeta, librettista e attore teatrale austriaco (Torup, n. 1796 - Dresda, † 1882)

## Politici(31)
- Franz de Paula Karl von Colloredo, politico e nobile austriaco (Vienna, n. 1736 - Vienna, † 1806)
- Franz Fischler, politico austriaco (Absam, n. 1946)
- Franz Friedrich Wilhelm von Fürstenberg, politico e educatore tedesco (Herdringen, n. 1729 - Münster, † 1810)
- Franz Gurk, politico tedesco (Karlsruhe, n. 1898 - Karlsruhe, † 1984)
- Franz Gürtner, politico tedesco (Ratisbona, n. 1881 - Berlino, † 1941)
- Franz von Hartig, politico e giornalista austriaco (Dresda, n. 1789 - Vienna, † 1865)
- Franz Jacob, politico tedesco (Amburgo, n. 1906 - Brandeburgo sulla Havel, † 1944)
- Franz Josef Jung, politico tedesco (Eltville am Rhein, n. 1949)
- Franz Anton von Kolowrat-Liebsteinsky, politico e militare austriaco (Praga, n. 1778 - Vienna, † 1861)
- Franz Josef Kurmann, politico, avvocato e notaio svizzero (Alberswil, n. 1917 - Willisau Land, † 1988)
- Franz Künstler, politico e sindacalista tedesco (Berlino, n. 1888 - Berlino, † 1942)
- Franz Mehring, politico e storico tedesco (Sławno, n. 1846 - Berlino, † 1919)
- Franz Moroder, politico e poeta austriaco (Ortisei, n. 1847 - Ortisei, † 1920)
- Franz Moßhammer, politico austriaco (Lubiana, n. 1882 - Bischofshofen, † 1964)
- Franz Müntefering, politico tedesco (Arnsberg, n. 1940)
- Franz Obermayr, politico austriaco (Linz, n. 1952)
- Franz Pagliani, politico e medico italiano (Concordia sulla Secchia, n. 1904 - Perugia, † 1986)
- Franz Arthur Pahl, politico italiano (Monguelfo, n. 1949)
- Franz Pfeffer von Salomon, politico e generale tedesco (Düsseldorf, n. 1888 - Monaco di Baviera, † 1968)
- Franz von Pillersdorf, politico e diplomatico ceco (Brno, n. 1786 - Vienna, † 1862)
- Franz Hermann Schulze-Delitzsch, politico, economista e banchiere tedesco (Delitzsch, n. 1808 - Potsdam, † 1883)
- Franz Xaver Schwarz, politico e funzionario tedesco (Günzburg, n. 1875 - Ratisbona, † 1947)
- Franz Schwede, politico tedesco (Drawöhnen, n. 1888 - Coburgo, † 1960)
- Franz Seldte, politico e militare tedesco (Magdeburgo, n. 1882 - Fürth, † 1947)
- Franz Seraph von Stadion, politico austriaco (Vienna, n. 1806 - Vienna, † 1853)
- Franz Josef Strauß, politico tedesco (Monaco di Baviera, n. 1915 - Ratisbona, † 1988)
- Franz Stöhr, politico tedesco (Veliká Ves, n. 1879 - Schneidemühl, † 1938)
- Franz Anton Wyrsch, politico svizzero (Buochs, n. 1737 - Sankt Katharinental, † 1814)
- Franz Heinrich Zitz, politico, rivoluzionario e avvocato tedesco (Magonza, n. 1803 - Monaco di Baviera, † 1877)
- Franz Gumer, politico austriaco (n. 1731 - Vienna, † 1794)
- Franz Joseph Saurau, politico e diplomatico austriaco (Vienna, n. 1760 - Firenze, † 1832)

## Politologi(1)
- Franz Neumann, politologo, filosofo e giurista tedesco (Kattowitz, n. 1900 - Visp, † 1954)

## Principi(5)
- Franz de Paula Ulrich Kinsky von Wchinitz und Tettau, principe e militare austriaco (Zlonice, n. 1726 - Praga, † 1792)
- Franz Joseph von Lamberg, principe e politico austriaco (Vienna, n. 1638 - Steyr, † 1712)
- Franz Anton von Lamberg, principe, politico e generale austriaco (Steyr, n. 1678 - Vienna, † 1759)
- Franz von Waldburg-Wolfegg-Waldsee, principe e politico tedesco (Wolfegg, n. 1833 - Waldsee, † 1906)
- Franz Thaddäus von Waldburg-Zeil, principe e politico tedesco (Leutkirch im Allgäu, n. 1778 - Leutkirch im Allgäu, † 1845)

## Produttori cinematografici(2)
- Franz Seitz Jr., produttore cinematografico, sceneggiatore e regista tedesco (Monaco di Baviera, n. 1921 - Monaco di Baviera, † 2006)
- Franz Vogel, produttore cinematografico tedesco (Berlino, n. 1883 - Berlino, † 1956)

## Psichiatri(1)
- Franz Riklin, psichiatra e pittore svizzero (San Gallo, n. 1878 - Küsnacht, † 1938)

## Psicoanalisti(1)
- Franz Gabriel Alexander, psicanalista e medico ungherese (Budapest, n. 1891 - Palm Springs, † 1964)

## Psicologi(1)
- Franz Keller, psicologo, attivista e scrittore svizzero (n. 1913 - † 1991)

## Registi(7)
- Franz Antel, regista, sceneggiatore e produttore cinematografico austriaco (Vienna, n. 1913 - Vienna, † 2007)
- Franz Josef Gottlieb, regista e sceneggiatore austriaco (Semmering, n. 1930 - Verden, † 2006)
- Franz Hofer, regista, sceneggiatore e produttore cinematografico tedesco (Saarbrücken, n. 1882 - Berlino, † 1945)
- Franz Osten, regista e fotografo tedesco (Monaco di Baviera, n. 1876 - Bad Aibling, † 1956)
- Franz Seitz Sr., regista e sceneggiatore tedesco (Monaco di Baviera, n. 1887 - Schliersee, † 1952)
- Franz Wenzler, regista tedesco (Braunschweig, n. 1893 - Roma, † 1942)
- Franz Peter Wirth, regista e sceneggiatore tedesco (Monaco di Baviera, n. 1919 - Berg, † 1999)

## Rugbisti a 15(1)
- Albert Amrhein, rugbista a 15 tedesco (Francoforte sul Meno, n. 1870 - Francoforte sul Meno, † 1945)

## Saggisti(1)
- Franz Blei, saggista, drammaturgo e traduttore austriaco (Vienna, n. 1871 - Westbury, † 1942)

## Saltatori con gli sci(2)
- Franz Neuländtner, ex saltatore con gli sci austriaco (n. 1966)
- Franz Wiegele, ex saltatore con gli sci austriaco (n. 1965)

## Sciatori alpini(8)
- Franz Digruber, ex sciatore alpino austriaco (n. 1940)
- Franz Gabl, sciatore alpino austriaco (Sankt Anton am Arlberg, n. 1921 - Bellingham, † 2014)
- Franz Gruber, ex sciatore alpino austriaco (Molln, n. 1959)
- Franz Klammer, ex sciatore alpino austriaco (Mooswald, n. 1953)
- Franz Pfnür, sciatore alpino tedesco (Berchtesgaden, n. 1908 - † 1996)
- Franz Promok, ex sciatore alpino e ex sciatore freestyle austriaco (n. 1987)
- Franz Retzer, ex sciatore alpino tedesco (n. 1966)
- Franz Vogler, ex sciatore alpino tedesco (Oberstdorf, n. 1944)

## Scienziati(1)
- Franz Karl Achard, scienziato tedesco (Berlino, n. 1753 - Wińsko, † 1821)

## Scrittori(16)
- Franz Joseph von Bülow, scrittore e attivista tedesco (Francoforte sul Meno, n. 1861 - Dresda, † 1915)
- Franz Fassbind, scrittore, drammaturgo e giornalista svizzero (Unteriberg, n. 1919 - Adliswil, † 2003)
- Franz Fühmann, scrittore tedesco (Rokytnice nad Jizerou, n. 1922 - Berlino Est, † 1984)
- Franz Grillparzer, scrittore e drammaturgo austriaco (Vienna, n. 1791 - Vienna, † 1872)
- Franz Xaver Haberl, scrittore, musicologo e organista tedesco (Oberellenbach, n. 1840 - Ratisbona, † 1910)
- Franz Hessel, scrittore e traduttore tedesco (Stettino, n. 1880 - Sanary-sur-Mer, † 1941)
- Franz Innerhofer, scrittore austriaco (Krimml, n. 1944 - Graz, † 2002)
- Franz Junger, scrittore e editore italiano (Chiusa, n. 1882 - Bressanone, † 1934)
- Franz Kafka, scrittore austro-ungarico (Praga, n. 1883 - Kierling, † 1924)
- Franz Krauspenhaar, scrittore, poeta e musicista italiano (Milano, n. 1960)
- Franz Rossi, scrittore e blogger italiano (Venezia, n. 1964)
- Franz Schuh, scrittore austriaco (Vienna, n. 1947)
- Franz Servaes, scrittore tedesco (Colonia, n. 1862 - Vienna, † 1947)
- Franz Carl Weiskopf, scrittore e giornalista tedesco (Praga, n. 1900 - Berlino, † 1955)
- Franz Werfel, scrittore e drammaturgo austriaco (Praga, n. 1890 - Los Angeles, † 1945)
- Franz Xaver Zimmermann, scrittore e storico austriaco (Hopfgarten, n. 1876 - Klagenfurt, † 1959)

## Scultori(10)
- Franz Abart, scultore austriaco (Silingia, n. 1769 - Kerns, † 1863)
- Franz Ableithner, scultore tedesco (Monaco di Baviera - † 1728)
- Franz Bauer, scultore e insegnante austriaco (Vienna, n. 1798 - Vienna, † 1872)
- Franz Ehrenhöfer, scultore austriaco (Reinberg, n. 1880 - Grosseto, † 1939)
- Ignaz Günther, scultore tedesco (Altmannstein, n. 1725 - Monaco di Baviera, † 1775)
- Franz Kehrer, scultore italiano (Marebbe, n. 1948)
- Franz Xaver Messerschmidt, scultore tedesco (Wiesensteig, n. 1736 - Presburgo, † 1783)
- Franz Rosei, scultore e disegnatore austriaco (Vienna, n. 1947)
- Franz Schwarz, scultore tedesco (Spittelgrund, n. 1841 - Dresda, † 1911)
- Franz Tavella, scultore austriaco (La Valle, n. 1844 - Bressanone, † 1931)

## Sindacalisti(1)
- Franz Jonas, sindacalista, politico e esperantista austriaco (Vienna, n. 1899 - Vienna, † 1974)

## Slittinisti(3)
- Franz Schachner, ex slittinista austriaco (Liezen, n. 1950)
- Franz Wembacher, ex slittinista tedesco occidentale (Bischofswiesen, n. 1958)
- Franz Wilhelmer, ex slittinista austriaco (Schruns, n. 1960)

## Sollevatori(4)
- Franz Aigner, sollevatore austriaco (n. 1892 - † 1970)
- Franz Andrysek, sollevatore austriaco (Vienna, n. 1906 - Vienna, † 1981)
- Franz Eibler, sollevatore austriaco (n. 1924 - † 2010)
- Franz Hölbl, sollevatore austriaco (n. 1927 - † 1976)

## Storici(7)
- Franz Babinger, storico e turcologo tedesco (Weiden in der Oberpfalz, n. 1891 - Durazzo, † 1967)
- Franz Adam von Brandis, storico e numismatico austriaco (n. 1639 - † 1695)
- Franz Gesterding, storico tedesco (Greifswald, n. 1781 - Greifswald, † 1841)
- Franz Krones, storico austriaco (Uherský Ostroh, n. 1835 - Graz, † 1902)
- Franz Theodor Kugler, storico tedesco (Stettino, n. 1808 - Berlino, † 1858)
- Franz Rühl, storico tedesco (Hanau, n. 1845 - Jena, † 1915)
- Franz Xaver von Wegele, storico tedesco (Landsberg am Lech, n. 1823 - Würzburg, † 1897)

## Storici dell'arte(1)
- Franz Wickhoff, storico dell'arte austriaco (Steyr, n. 1853 - Venezia, † 1909)

## Storici della letteratura(1)
- Franz Muncker, storico della letteratura tedesco (Bayreuth, n. 1855 - Monaco di Baviera, † 1926)

## Storici delle religioni(1)
- Franz Altheim, storico delle religioni, filologo classico e storico dell'arte tedesco (Francoforte sul Meno, n. 1898 - Münster, † 1976)

## Stuccatori(1)
- Franz Xaver Feuchtmayer, stuccatore tedesco (Wessobrunn, n. 1698 - Augusta, † 1764)

## Teologi(7)
- Franz Joseph Dölger, teologo e storico tedesco (Sulzbach am Main, n. 1879 - Schweinfurt, † 1940)
- Franz Karl Movers, teologo e orientalista tedesco (Coesfeld, n. 1806 - Breslavia, † 1856)
- Franz Camille Overbeck, teologo tedesco (San Pietroburgo, n. 1837 - Basilea, † 1905)
- Franz Volkmar Reinhard, teologo tedesco (Vohenstrauß, n. 1753 - Dresda, † 1812)
- Franz Heinrich Reusch, teologo tedesco (Brilon, n. 1823 - Bonn, † 1900)
- Franz Anton Staudenmaier, teologo tedesco (Donzdorf, n. 1800 - Friburgo in Brisgovia, † 1856)
- Franz Xaver Zech, teologo tedesco (Ellingen, n. 1692 - Monaco di Baviera, † 1772)

## Teosofi(1)
- Franz Hartmann, teosofo e astrologo tedesco (Donauwörth, n. 1838 - Kempten, † 1912)

## Tiratori a segno(1)
- Franz Böckli, tiratore a segno svizzero (n. 1858 - † 1937)

## Trombettisti(1)
- Franz Koglmann, trombettista e compositore austriaco (Mödling, n. 1947)

## Vescovi cattolici(9)
- Franz Ludwig von Erthal, vescovo cattolico tedesco (Lohr am Main, n. 1730 - Würzburg, † 1795)
- Franz von Hatzfeld, vescovo cattolico tedesco (Castello di Crottorf, n. 1596 - Würzburg, † 1642)
- Franz Egon von Fürstenberg-Heiligenberg, vescovo cattolico, abate e generale tedesco (Heiligenberg, n. 1626 - Colonia, † 1682)
- Franz Philipp von Inzaghi, vescovo cattolico austriaco (Graz, n. 1731 - Gorizia, † 1816)
- Franz Joseph Rudigier, vescovo cattolico austriaco (Partenen, n. 1811 - Linz, † 1884)
- Franz Ferdinand von Rummel, vescovo cattolico austriaco (Weiden in der Oberpfalz, n. 1644 - Vienna, † 1716)
- Franz Konrad von Stadion und Thannhausen, vescovo cattolico tedesco (Arnstein, n. 1679 - Bamberga, † 1757)
- Franz Arnold von Wolff-Metternich zur Gracht, vescovo cattolico tedesco (Erftstadt, n. 1658 - Ahaus, † 1718)
- Franz Egon von Fürstenberg, vescovo cattolico tedesco (Herdringen, n. 1737 - Hildesheim, † 1825)

## Vescovi vetero-cattolici(1)
- Franz Warnung, vescovo vetero-cattolico austriaco († 1998)

## Violinisti(7)
- Franz Cramer, violinista e direttore d'orchestra inglese (Schwetzingen, n. 1772 - Londra, † 1848)
- Franz Kneisel, violinista e docente romeno (Bucarest, n. 1865 - New York, † 1926)
- Franz Krommer, violinista e compositore ceco (Kamnitz, n. 1759 - Vienna, † 1831)
- Franz Ries, violinista e compositore tedesco (Berlino, n. 1846 - Naumburg, † 1932)
- Franz Anton Ries, violinista tedesco (Bonn, n. 1755 - Bad Godesberg, † 1846)
- Franz Wohlfahrt, violinista e docente tedesco (Frauenprießnitz, n. 1833 - Lipsia, † 1884)
- Franz von Vecsey, violinista ungherese (Budapest, n. 1893 - Roma, † 1935)

## Violisti(1)
- Franz Zeyringer, violista austriaco (n. 1920 - † 2009)

## Violoncellisti(1)
- Franz Xaver Neruda, violoncellista e compositore ceco (Brno, n. 1843 - Copenaghen, † 1915)

## Zoologi(3)
- Franz Leydig, zoologo tedesco (Rothenburg ob der Tauber, n. 1821 - † 1908)
- Franz Steindachner, zoologo austriaco (Vienna, n. 1834 - Vienna, † 1919)
- Franz Hermann Troschel, zoologo tedesco (Spandau, n. 1810 - Bonn, † 1882)

## Senza attività specificata(5)
- Franz Paul Glass, grafico, tipografo e illustratore tedesco (Monaco di Baviera, n. 1886 - Monaco di Baviera, † 1964)
- Franz Jägerstätter, austriaco (Sankt Radegund, n. 1907 - Brandeburgo sulla Havel, † 1943)
- Franz von Meran, conte austriaco (Vienna, n. 1839 - Opatija, † 1891)
- Franz Raffl, italiano (Scena, n. 1775 - Reichertshofen, † 1830)
- Franz Vranitzky, ex politico e ex cestista austriaco (Vienna, n. 1937)